# Exército da Itália (França)

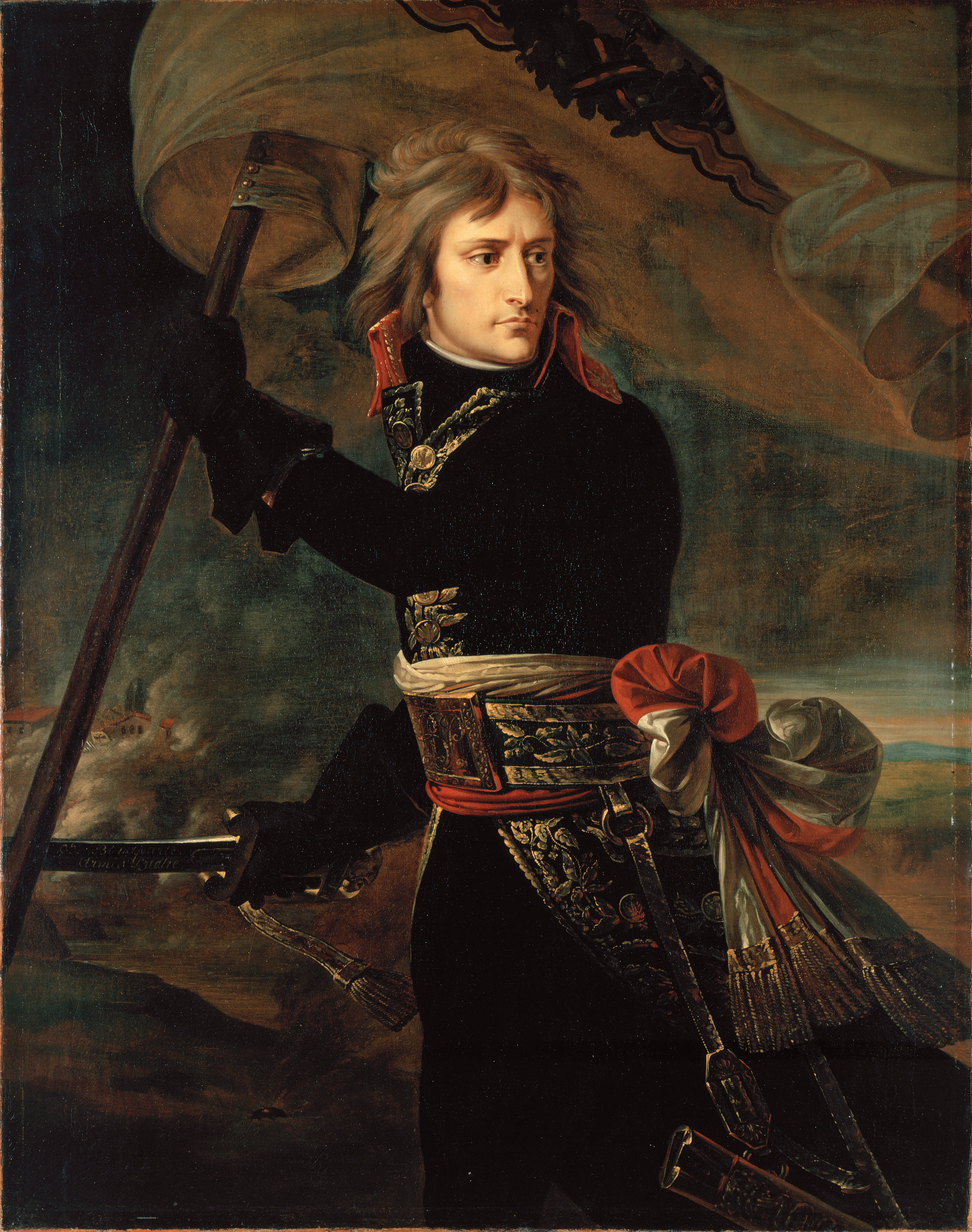
General Napoleão Bonaparte, comandante do Exército da Itália na Ponte de Arcole.

O Exército da Itália (francês: Armée d'Italie) foi um exército de campo do exército francês estacionado na fronteira italiana e usado para operações na própria Itália. Embora tenha existido de alguma forma no século 16 até o presente, é mais conhecido por seu papel durante as Guerras Revolucionárias Francesas (nas quais foi um dos primeiros comandos de Napoleão Bonaparte, durante sua campanha na Itália) e as Guerras Napoleônicas.

## História

### As reformas de Bonaparte
Mal abastecido (uniformes e sapatos eram raros) e recebendo reforços apenas de forma irregular, o Exército da Itália às vezes se reduzia a saques para sobreviver. Quando Bonaparte chegou (ele assumiu o comando em 27 de março de 1796), a indisciplina era geral. Ao mesmo tempo em que melhorava ao máximo o sistema de abastecimento, Bonaparte também restabelecia a disciplina. Ele condenou oficiais que haviam gritado Vive le roi!, ("Viva o rei!"), Dispensou o 13º regimento de hussardos por indisciplina e dissolveu um regimento inteiro quando se revoltou no final de março. Expurgado dessa maneira, o Exército da Itália foi posteriormente o mais jacobino de todos os exércitos franceses.
Suas primeiras vitórias melhoraram as coisas - permitindo melhor reabastecimento e aliviando problemas salariais por meio de "contribuições de guerra" das terras conquistadas - mas memórias (embora não comunicados oficiais) falam de fracassos individuais ou coletivos até 1797.

### Exército de reserva
Grande parte do Armée d'Italie original tornou-se o Exército do Egito. Outro exército, originalmente chamado de armée de réserve, foi formado em Dijon em 8 de março de 1800 (17 ventôse ano VIII) e assumiu o título de Armée d'Italie em 23 de junho de 1800 (4 messidor ano VIII) quando se fundiu com os restos mortais de o Armée d'Italie original. O primeiro comandante do novo exército foi Masséna, seguido por Bonaparte (como primeiro cônsul e "comandante em pessoa") e o general Berthier (seu 'Général en chef' de 2 de abril a 23 de junho de 1800). Foi sob o comando de Berthier que este exército venceu os austríacos na Batalha de Marengo em 14 de junho de 1800 (25º ano prairial 8).

## Campanhas e batalhas
- 21 de setembro de 1794: Primeira Batalha de Dego (vencida graças ao seu comandante de artilharia, Bonaparte)
- 24 de novembro de 1795: Batalha de Loano (vitória inexplorada) por Benedetto de Savoy, duque de Chablais
- Primeira campanha italiana
- Segunda Campanha Italiana

## 1805-1814
Armée d'Italie participou da guerra da Terceira Coalizão (1805), nas batalhas de Verona e Caldiero no norte da Itália, sob o comando de André Massena. Durante a guerra da Quinta Coalizão (1809), o Armée d'Italie foi comandado por Eugène de Beauharnais e lutou contra os austríacos em Sacile, Caldiero, Piave e Raab. Em 1813-1814 Eugéne lutou contra os austríacos com seu exército no norte da Itália (Batalha de Mincio).